# Ventastega
Ventastega es un género extinto de sarcopterigio tetrapodomorfo semejante a Tiktaalik que vivió en el Devónico Superior. Probablemente habitaba en pantanos o en lagos de agua dulce. Como Tiktaalik, carecía de dedos en sus miembros, pero probablemente contaba con extremidades (o aletas) semejantes a palas y era más acuático que terrestre. 
Ventastega curonica se encontró en sedimentos de agua dulce en la formación Ketleri (Devónico Superior, Letonia). Sus restos se componen de una mandíbula inferior casi completa y de un yugal (hueso exterior del cráneo situado inmediatamente por debajo de las órbitas oculares). 
Completan el fósil fragmentos del cráneo, una clavícula y un ilion. El animal tenía unos 80 cm de longitud y formaba parte de los primeros peces tetrápodos. 
La tetrapedalidad apareció en ambientes ribereños de tipo manglar como una adaptación de a la necesidad de aferrarse al sustrato contra las corrientes, que posteriormente permitió a este grupo acceder a la tierra firme, dando lugar a los primeros anfibios.